# Copiula tyleri
Espèce
Statut de conservation UICN

 LC  : Préoccupation mineure
Copiula tyleri est une espèce d'amphibiens de la famille des Microhylidae.

## Répartition

Aire de répartition de Copiula tyleri.

Cette espèce est endémique de Nouvelle-Guinée. Son aire de répartition concerne la côte Nord-Est où elle est présente entre 670 et 1 220 m d'altitude,.

## Étymologie
Son nom d'espèce, tyleri, lui a été donné en référence à Michael James Tyler, herpétologiste australien.

## Publication originale
- Burton, 1990 : The New Guinea genus Copiula Mehely (Anura: Microhylidae): a new diagnostic character and a new species. Transactions of the Royal Society of South Australia, vol. 114, p. 87-93 (texte intégral).